# Иван Радулов (революционер)
Вижте пояснителната страница за други личности с името Иван Радулов.
Иван (Йонко) Марков Радулов е български общественик и реолюционер, деец на Вътрешната македоно-одринска революционна организация.

## Биография
Роден е в 1876 година в Банско, тогава в Османската империя. Майка му Елена е от рода Голеви и е внучка на Лазар Герман. Баща му Марко Атанасов Радулов работи като кираджия между Солун, Сяр и София, като понякога пътува до Будапеща и Виена. До 1914 държи ханове в Рилския манастир, а до 1918 година - в Лъджене. Умира в 1938 година в Банско, почти на 100 години. В 1892 година Иван Радулов постъпва в Американския колеж в Самоков, който завършва в 1896 година. Завръшва се в Банско през лятото на същата година и е посветен от Гоце Делчев във ВМОРО. По съвет на Делчев Радулов се връща в Самоков и започва работа в печатницата на колежа. Радулов три години нелегално печата революционни позиви, които се разпространяват в Македония и Одринско. Родната му къща в Банско става пункт на революционната организация и в нея отсядат войводи като Яне Сандански и Христо Чернопеев. Участва в групата, отвлякла американската протестантска мисионерка Елън Стоун в 1901 година.
От юли до септември 1903 година по време на Илинденско-Преображенското въстание Радулов е ръководител в Разложкия край. След разгрома на въстанието бяга в България и се установява в Лъджене, където баща му има хан. В края на 1903 година се връща в Банско. На 26 декември 1903 година Задграничното представителство на ВМОРО взима решение да го изпрати в Америка за пропагандиране на революционната кауза и набиране на средства за оръжие. Като разложки ръководител го замества Благо Ушев.
В края на март 1904 година Иван Радулов взима участие в учредяването на Българо-американския македонски комитет. В следващите години Радулов живее в Кънектикът и Масачузетс. През 1910 г. се връща за кратко в Банско. Неговият по-малък брат Димитър тогава е преследван за революционна дейност и на връщане Радулов го взема в САЩ. Впоследствие при него заминава и по-малкият брат на Йонко Вапцаров – Георги Вапцаров, за когото Радулов се грижи. През 1918 г. Иван Радулов се жени за ирландка. До смъртта си през 1942 г. той поддържа връзки с България.
- Писмо на Христо Матов до Радулов, 26 декември 1903 г.
- Писмо на Кирил Пърличев до Радулов, 26 декември 1903 г.
- Писмо на Радулов до Димитър Стефанов от Ню Йорк с дата 4 юли 1904 г., стр 1
- Писмо на Радулов до Димитър Стефанов от Ню Йорк с дата 4 юли 1904 г., стр 2